# Mosh (utwór Eminema)
Mosh to jeden z utworów amerykańskiego rapera Eminema, pochodzący z jego albumu Encore. W utworze raper sprzeciwia się polityce prowadzonej przez prezydenta Stanów Zjednoczonych - George'a W. Busha. Teledysk do tego utworu pojawił się w Internecie tuż przed wyborami prezydenckimi w USA.